# キャンベル・ダグラス

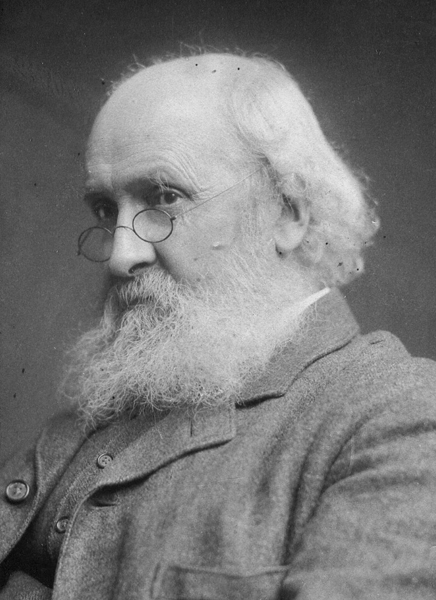
キャンベル・ダグラス、1900年頃。

アーチボルド・キャンベル・ダグラス（Archibald Campbell Douglas、通称：キャンベル・ダグラス (Campbell Douglas)、1828年6月14日 - 1910年4月14日）は、スコットランドの建築家。
グラスゴーとエディンバラを中心に、特にスコットランド・フリーチャーチのために多くの教会を設計した。
グラスゴー建築協会の会長と王立英国建築家協会の副会長を務めた。スコットランドのリベラルクラブ、グラスゴーのリベラルクラブ、およびナショナルリベラルクラブ（ロンドン）のメンバーであり、政治にも積極的であった。
彼はまたアーガイルシャーの治安判事も勤めた。

## 生い立ち
1828年、レンフルーシャーのキルバーチャン教区の牧師であった父親と、母親のジャネット・モンテアスの間に生まれた。兄はロバート・ダグラスだった。13歳でグラスゴー大学に入り神学を学びながら、1842年、グラスゴーを拠点とする建築家であるジョン・トーマス・ロックヘッドのもとで徒弟制研修に入った。
1843年、父親と一緒にスコットランド教会を去りフリーチャーチに加わった。1855年に設計事務所を開設すると、フリーチャーチから多くの設計の仕事を任せられた。兄のロバートもファイフで技術事務所を開いており、ダグラスもそこに分室を持っていた。
1854年、ダグラスはエリザベス・メンジィ（1837年 - 1923年）と結婚した。エリザベスの父親はエジンバラ大学法学教授のアラン・メンジー、母親はペニキュイックのアレクサンダー・コーワンの長女でヘレン・ブロディ。

## 作品
ダグラスはグラスゴーのブリゲート・フリーチャーチとエジンバラのノースリースフ・リーチャーチの設計により早くから有名になった。この時、彼は才能のある製図技師のブルース・ジョーンズ・タルボットを雇っていた。
1860年、ジョン・ジェームズ・スティブンソン（1831年8月24日生まれ）とパートナーシップを組み、エジンバラのジョージ・ストリート24番地に事務所を設立した。この協力関係は1866年にスティブンソンの父親が亡くなるまで続き、彼は多額の金を相続したことにより建築設計界から離れた。1868年から1906年に引退するまで、ダグラスは事務所本部をグラスゴーにおき、そこでジェームズ・セラーズと組んでキャンベル・ダグラス＆セラーズ建築事務所を設立した。自治体や教会から多くの設計業務を請け負った。この期間中、事務所員としてヨーロッパの味をデザインにもたらした才能のある英仏建築家、チャールズ・アルフレッド・シャステル・ドゥ・ボアンヴィルがいた。ダグラスは、明治政府の工部省測量司の測量師長であったコリン・アレクサンダー・マクヴェインを支援し、工学寮の技術学校（工部大学校）の校舎建設に協力した。
アレクサンダー・コーワンとの縁で、ペニキュイックにコーワン学芸館（後のペニキュイック・タウンホール）の設計を担った。彼は1910年にエジンバラのブレイド・アベニュー25番地で膀胱疾患で亡くなり、当時の相当額は8000ポンドを超えた。ダグラスの遺体は火葬され、モーニングサイド墓地の南西の角に向かって南の壁に向かって埋葬された。彼の妻の遺体もダグラスと共に埋葬されている。

## キャンベル・ダグラスの協力者
- ジョン・ライン
- ジェームズ・セラーズ　James Sellars
- ジョン・ジェームズ・スティーブンソン　J. J. Stevenson
- チャールズ・アルフレッド・シャステル・ドゥ・ボアンヴィル

## 主な作品
- ウォレスタウン・フリーチャーチ、エアシャイア（1855）
- アロウェイ教区教会（1855）
- グラスゴーのブリゲート・フリーチャーチ（1857–1859）
- インバーティール・フリーチャーチ、カーコーディ（1857）
- ミルポート・フリーチャーチ、ビュート（1857）
- ブリスベンアカデミー、ラーグス（1858）
- ライオンセントUP教会、グラスゴー（1859）
- トウモロコシ取引所、クーパー、ファイフ（1861）
- マクドナルドミッション教会、カウカデンズ、グラスゴー（1861）
- ムーラン・フリーチャーチ、ピットロコリー（1861）
- セントピーターズミッション教会、グラスゴー（1861）
- ケルビンサイド・フリーチャーチ（1862）
- キャンプジー・フリーチャーチ（1863）
- クローラ・フリーチャーチ（1863）
- キルバーチャン女子校（1863）
- 改革長老派教会、デリー（1863）
- グレイフライアーズ教会、ダンフリース（1866）
- コーブ城（ジェームズセラーズと共同で）（1867）
- ダヌーン桟橋とオフィス（1867）
- 米国聖公会と英国フリーチャーチ、キャンベルタウン（1867）
- ジョン・アレクサンダー博士の記念碑、カーコーディ墓地（1868）
- スコットランドの友好的な保険事務所、グラスゴー（1870）
- グラスゴーのバーンバンクUP教会（1871年）
- スチュワート記念噴水、ウェリントン公園、ケルビングローブ（1871）
- ランガムコテージ病院（1872年）
- ウェズリアン教会、クレアモント通り、グラスゴー（1872）
- カウカデンズ・フリーチャーチ（1872）
- ダイサート・フリーチャーチ（1872）
- グラスゴーのクイーンズパーク教会（1872年）
- セントイーノック・フリーチャーチ、パーティック（1873）
- レンジーUP教会（1874）
- クーパー・フリーチャーチ（1875）
- ベルヘブンUP教会及び宣教師館、グラスゴー（1875–1877）
- ブラックフライアーズパーク教会、グラスゴー（1876）
- ケルヴィンサイドアカデミー（ジェームズセラーズと協力）（1877）
- フィニエストン・フリーチャーチ、ケルヴィングローブ（1878）
- グラスゴーのゴーボールズストリートにある陛下の劇場（1878年）取り壊された。
- ミルトンストリートスクール、カウカデンズ（1878）
- アンダーストン・フリーチャーチ、グラスゴー（1879）
- グラスゴーメディカルミッション、カルトン、グラスゴー（1879）
- ワイル・アンド・ロックヘッドの工場、Charing Cross、グラスゴー（1880–1883）
- シリアのツファットにあるミッション病院（現在はイスラエルにある）（1880）
- 無料の修道院教会、ダンファームリン（1881）
- 病気の子供病院、ガーネットヒル、グラスゴー（1881）
- パスヘッド公会堂、カーコーディ（1882）
- ロッホゴイルヘッド・フリーチャーチ（1883）
- ムッグドック・ハウス （ジェームス・セラーズと協力）（1883）
- シンクレアタウン市庁舎と図書館、カーコーディ（1883）
- グラスゴーメディカルミッション、ゴーボールズ、グラスゴー（1884）
- ダイサート市庁舎（1885）
- イスラエルのティベリア、ミッション病院（1885）
- プラウドフットインスティテュート、モファット（1885）
- セントアンドリュースフリーチャーチ、エジンバラ（1886）
- クーパーインスティテュート、カスカート、グラスゴー（1887）
- スパイアーズスクール、ビース、エアシャイア（1887）（1984年に取り壊された）
- セントアンドリューススコッツ教会、ボーンマス（1887）
- アンダーソンズカレッジメディカルスクール、現在グラスゴー大学の一部（1888）
- グリノックバプテスト教会（1888）
- ハムステッド長老派教会（1888）
- アイル公立図書館（1891）
- カナンハウス、モーニングサイド、エジンバラ（1892）取り壊された。
- ブリジェンドUP教会、パース（1893）
- ペニキュイックタウンホール（旧コーワンインスティテュート）、ペニキュイック（1893） [5]
- インバラレイ・フリーチャーチ（1895）
- サンデマン公立図書館、パース（1895）
- ミルンゲイヴィフリーチャーチアンドホール（1896）
- ペイズリーテクニカルスクール（1896年）
- UP教会、セントジョンズタウンオブダリー（1897）
- カーコーディバラ感染症病院（1897年）
- バー＆ストラウド、アニーズランド、グラスゴーの工場（1903）
- サウスウイスト島ロックボイズデール教会（1904年）
- スコットランド国立銀行、セントイーノックスクエア、グラスゴー（1906）

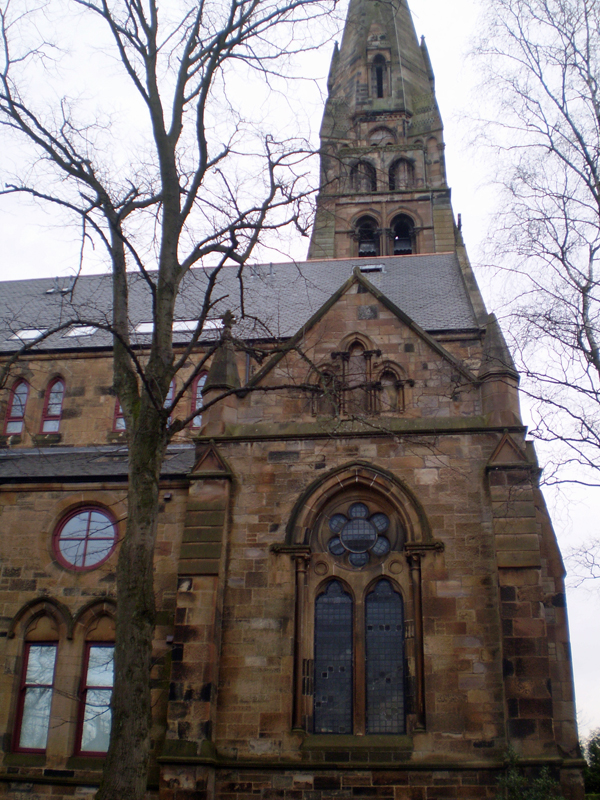
クイーンズパーク教会、グラスゴー
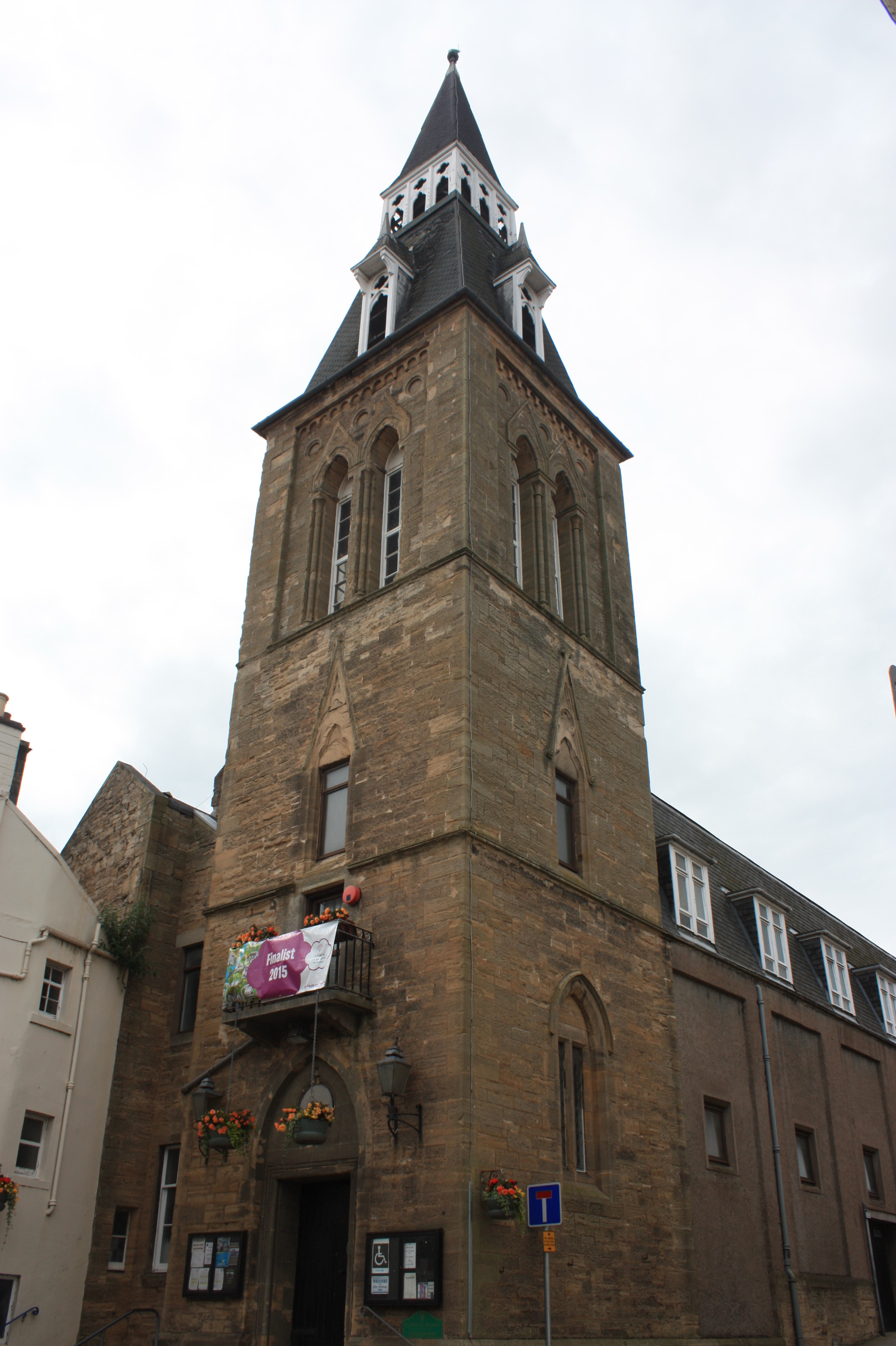
クーパーコーンエクスチェンジ
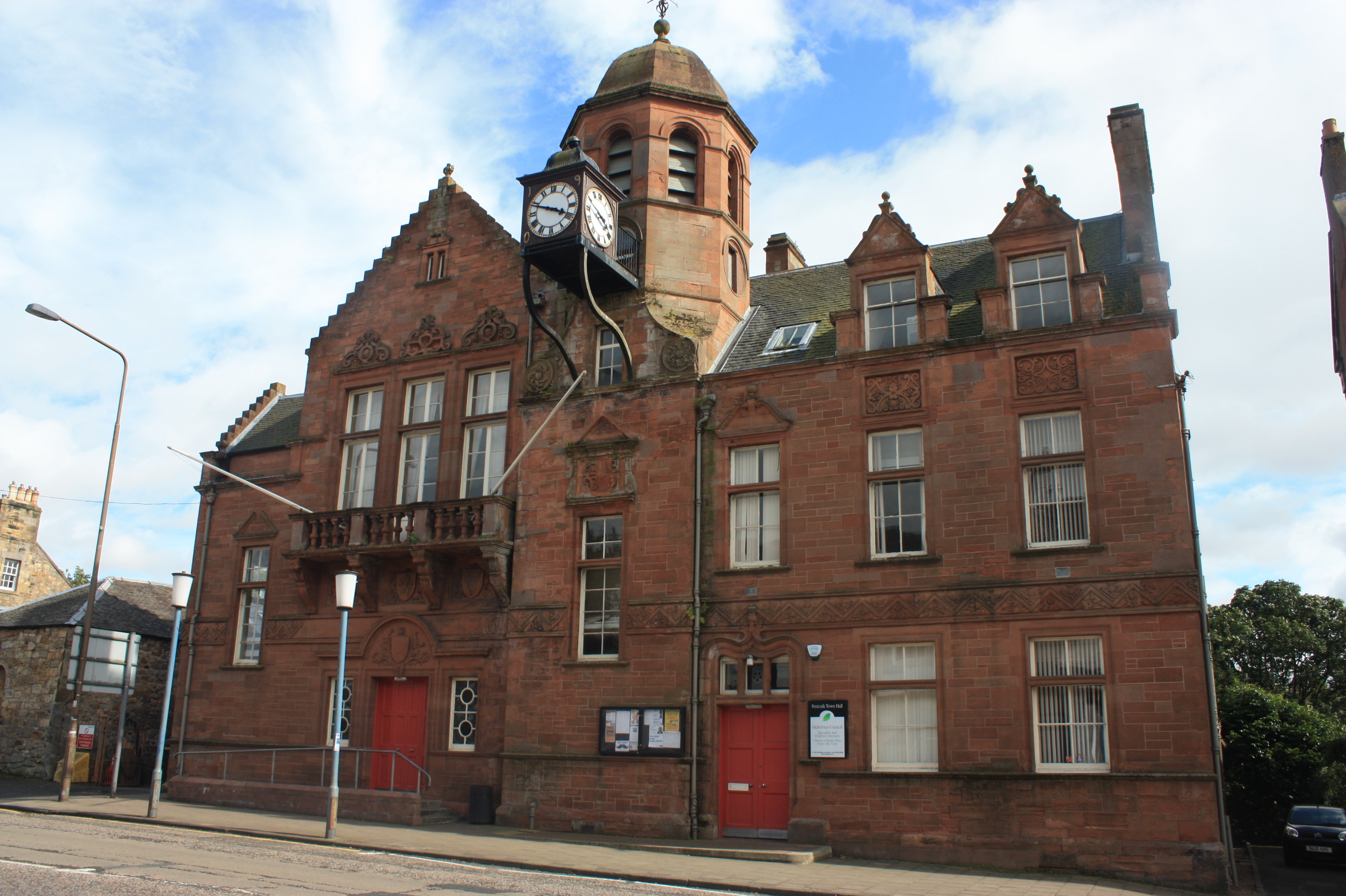
ペニキュイックタウンホール（旧コーワンインスティテュート）、ペニキュイック
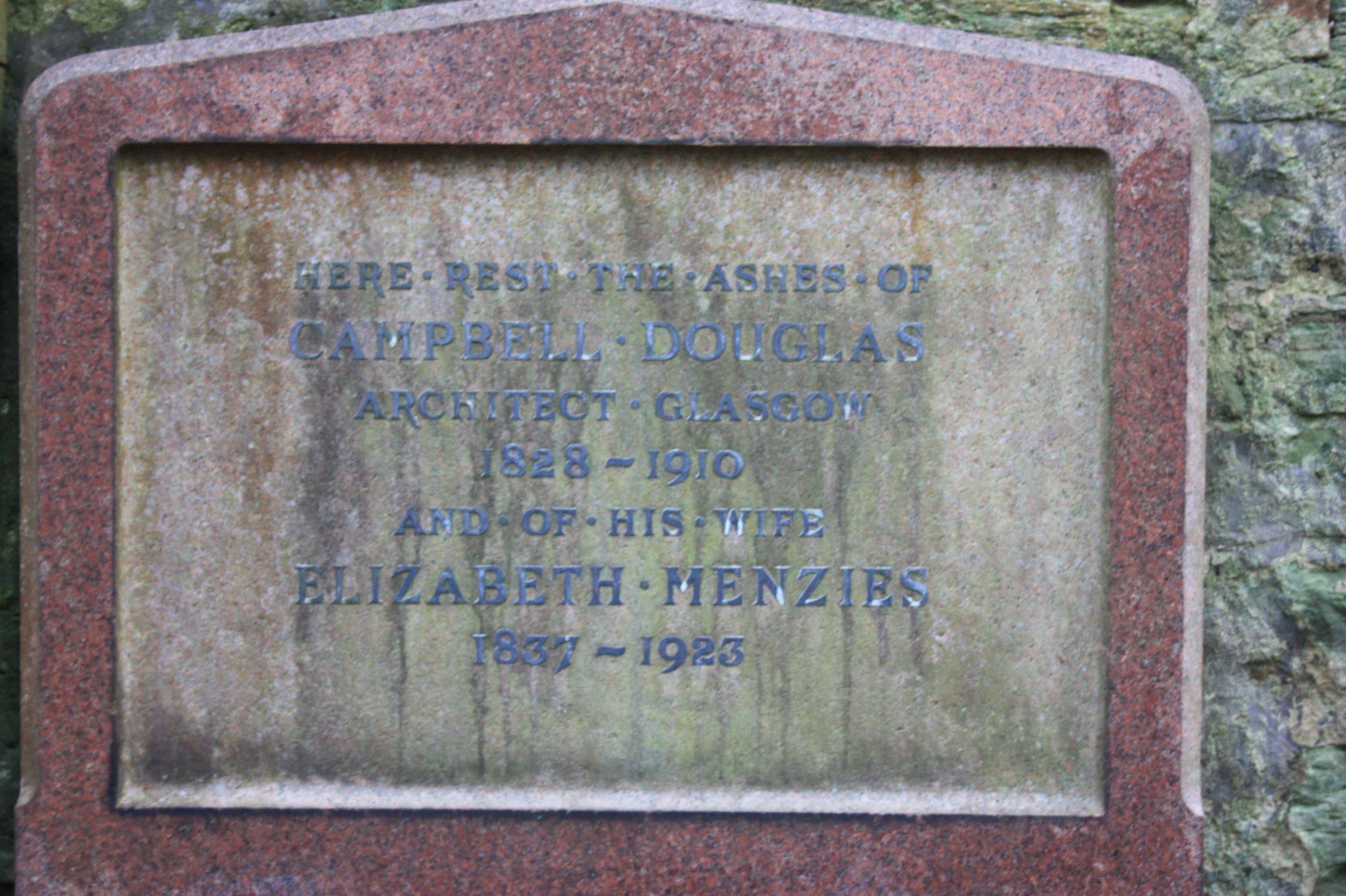
キャンベルダグラスの墓、モーニングサイド墓地、エジンバラ
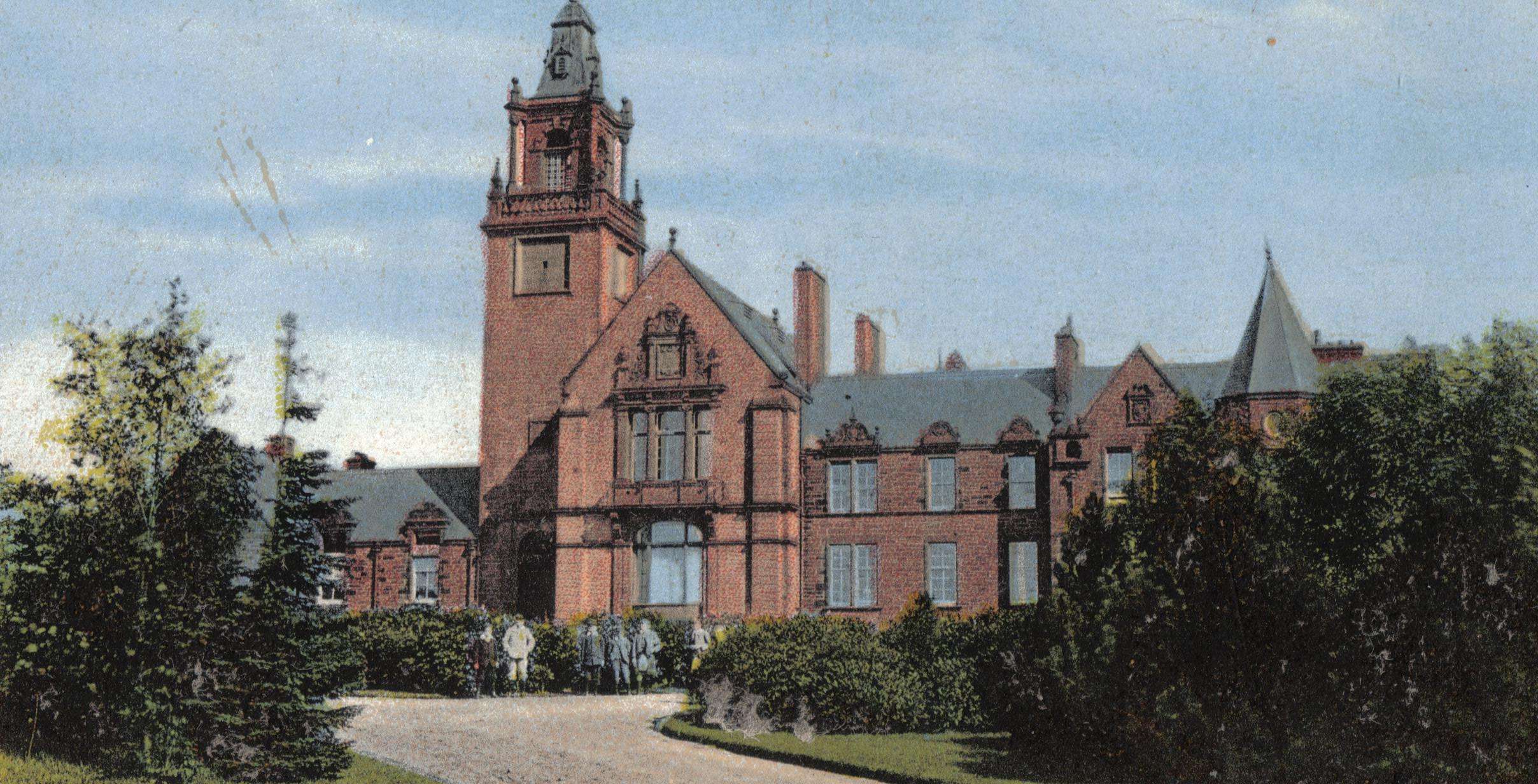
スパイアーズスクール